# Halimolobos pubens
Halimolobos pubens är en korsblommig växtart som först beskrevs av Asa Gray, och fick sitt nu gällande namn av Al-shehbaz och C. Donovan Bailey. Halimolobos pubens ingår i släktet Halimolobos och familjen korsblommiga växter. Inga underarter finns listade i Catalogue of Life.